# Pieter de Molijn

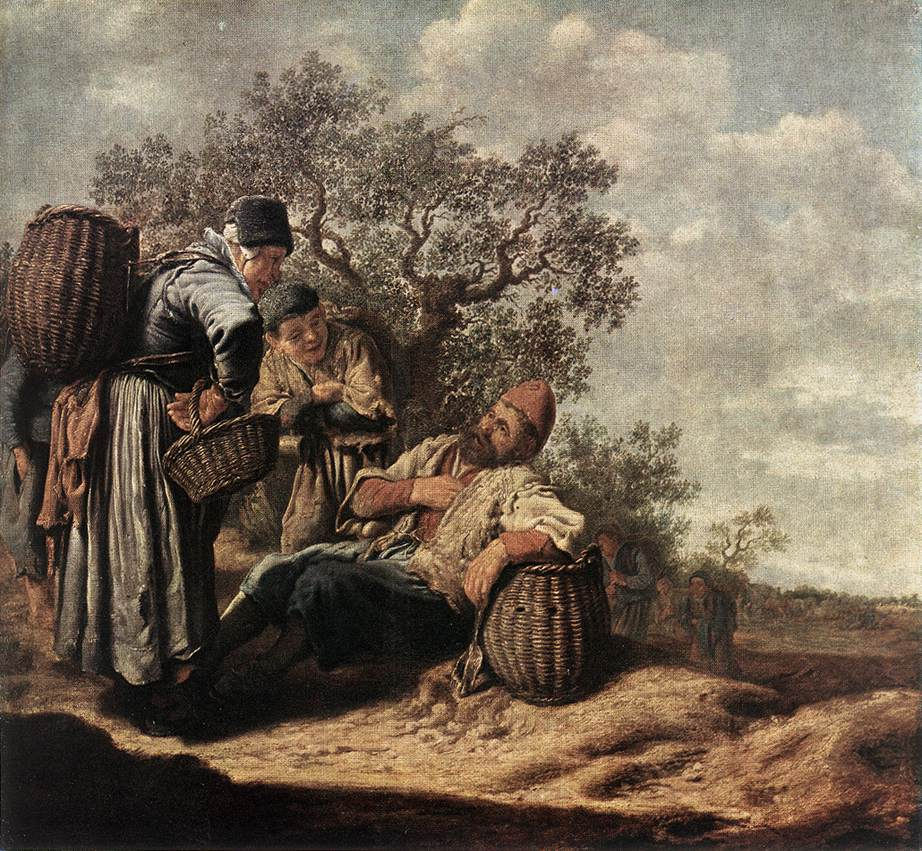
Landschap met pratende boeren. Ca. 1640. Boedapest, Szépművészeti Múzeum.

Pieter de Molijn, ook kortweg Pieter Molijn (gedoopt te Londen, 6 april 1595 – begraven te Haarlem, 23 maart 1661), was een Nederlands schilder, graveur en tekenaar. Hij behoorde tot de Hollandse School.

## Afkomst en opleiding
Pieter de Molijn werd gedoopt in de Nederduits-gereformeerde kerk Austin Friars in Londen. Zijn ouders waren van Vlaamse afkomst; zijn vader Pieter de Molijn was een textielhandelaar uit Gent, zijn moeder Lijntgen van den Bos kwam uit Brussel. Het gezin was uitgeweken voor de Spaanse overheersing vanwege hun geloof. De familie Molijn verhuisde vermoedelijk al voor 1609 naar Haarlem en het lijkt waarschijnlijk dat Pieter aldaar zijn opleiding heeft genoten. Esaias van de Velde wordt wel genoemd als zijn leermeester, maar daarover is geen zekerheid..

## Leven
Vanaf 1616 was De Molijn lid van het Haarlemse Sint-Lucasgilde, waar hij in de jaren 1620-1649 allerlei functies bekleedde. Samuel Ampzing vermeldt in diens tweede editie van zijn Beschrijvinge ende Lof der Stad Haarlem, van 1621 Molijn al als lokale schilder.
Hij verbleef  in 1618 enige tijd in Rome, getuige zijn bijdrage aan het album amicorum Wybrand de Geest: 'In Rome den 6 junij 1618/Pieter du Molyn' (de Geest 1614). In 1624 werd hij vermeld als lid van de schutterij Sint Joris Datzelfde jaar trouwde hij met Maycken Geraerts; ze bleven hun gehele leven bij elkaar tot Molijns overlijden in 1661. Vanaf 1630 woonden ze op de Oude Gracht te Haarlem. In 1624 werd hij lidmaat van de Haarlemse gereformeerde kerk, waarna hij vier jaar later werd benoemd tot diaken.
In de derde editie van Beschrijvinge ende Lof der Stad Haarlem, (1628) werd Molijns schilderkunst al lovend beschreven. Hij was toen een kunstenaar die aanzien genoot, wat aangetoond wordt door de bestuursfuncties die hij toegedeeld kreeg in het Haarlemse schildersgilde St. Lucas. Hij was daar een aantal keren 'vinder' voor het gilde en ook werd zijn werk regelmatig geselecteerd voor de kunst-loterijen van St. Lucas. Hij was een gerespecteerde schilder, die het zich dan ook financieel kon veroorloven om een huis aan de Oude Gracht in Haarlem te kopen voor 3,100 guldens. Bovendien werd hij binnen het schildersgilde in 1632 tot 'deken' verkozen, wat in zijn geval als zoon van een Vlaamse immigrant des te opvallender was, omdat tot dan toe het ambt van deken slechts aan katholieke schilders was toegekend; hij was de eerste die als overtuigd en belijdend protestant deze positie zou bekleden. Molijn handelde ook zelf in zijn eigen werken, en in schilderijen van schilders buiten Haarlem, waardoor hij een keer moeilijkheden kreeg met de regels van het gilde, en een proces door een aanklacht van Caesar van Everdingen die betaling eiste voor zijn geleverde werken. Ook verrichtte hij meerdere keren taxaties van schilderijen.
De Molijn had een aantal leerlingen, zoals Gerard ter Borch I, Gerard ter Borch II, Jan Coelenbier, Allart van Everdingen, Christian de Hulst, Anthony Molijn, Jan Nose en Jan Wils.
In 1660 maakten hij en zijn vrouw nog in goede gezondheid hun testament op de langstlevende. In 1661 werd hij begraven vanuit zijn huis op de Oude Gracht.

## Werk en techniek
Pieter de Molijn is qua onderwerpen voornamelijk bekend geworden om zijn landschappen. In een Haarlemse inventaris uit 1661 werd – samen met andere werken van Haarlemse meesters – genoteerd: een keukenstuk door een Molijn. Een vis-stilleven en een landschap op zijn naam werd genoteerd in een inventaris van 1673 in Den Haag - volgens Willigen/Meijer door Pieter (Willigen/Meijer 2003). Ook zijn er enkele architectuurstukken en portretten van hem bekend. Daarnaast bestaan er veel tekeningen van zijn hand die met name na zijn dood sterk werden gewaardeerd. Voordat De Molijn tot schilderen kwam maakte hij van 1616 tot 1625 eerst met name tekeningen en schetsen, die vervolgens door andere kunstenaars werden omgezet tot prenten. Er is een tekeningen- en prentenverzameling door hem aangelegd, waarin hij het werk van zijn favoriete kunstenaars verzamelde, zoals van Abraham Bloemaert, Gillis van Coninxloo (1544–1607), David Vinckboons (1576–1632), Roelant Savery en met name tekeningen van Esaias van de Velde.
Zijn eerste schilderijen maakte hij pas vanaf circa 1625; het exacte jaar is onbekend. Evenals Esaias van de Velde en Jan van Goyen was hij al vroeg bezig om het productieproces van zijn schilderijen te bekorten door een nieuwe en schildertechniek toe te passen die minder tijd vroeg. Het was toen gebruikelijk onder schilders om voor het schilderen eerst een gedetailleerde schets te maken op doek of een houten paneel, die vervolgens laag-na-laag werd ingeschilderd. Dit had als consequentie dat het schilderen pas op zijn vroegst de dag erna verder kon gaan, nadat de voorgaande laag al enigszins was ingedroogd. Van de Velde (waarschijnlijk leraar van De Molijn geweest) De Molijn en Van Goyen begonnen op een vlottere manier te werken: 'nat in nat'. In deze nieuwe aanpak werd de gehele voorstelling van het schilderij in één keer achter elkaar op het doek geschilderd. Bovendien werd daarbij slechts een beperkt aantal pigmenten door hem gebruikt, zoals grijzen, groenen, bruinen, matgeel en blauw. De monochromie die bij De Molijn het resultaat hiervan was is bijvoorbeeld goed te zien in zijn werk Duinlandschap met boom en wagen; dit doek was een van de eerste schilderijen die met behulp van deze snelle 'nat in nat' techniek werd opgezet.
De Molijn koos vaak de duinen als zijn favoriete onderwerp, bij voorkeur in zijn zomerlandschappen met boerenwoningen met figuren erbij; daarnaast schilderde hij vaak landschappen met rustende reizigers of soldaten. Ook maakte hij enkele zeestukken (op zijn schilderijen tussen 1623 en 1638 zijn er ook werken die alleen maar figuren afbeelden). Zijn composities zijn meest diagonaal opgebouwd, waarbij de figuren altijd duidelijk vanuit de achtergrond naar voren komen en daardoor uitgesproken afsteken tegen hun omringende omgeving. De opbouw in het schilderij van het verloop van het terrein naar de diepte toe is bij hem het belangrijkste; het atmosferische aspect ontbreekt daardoor dan ook vaak of is slechts miniem door hem aangeduid. Wel is het zo dat we Hollandse wolkenluchten bij hem terugvinden, waartegen de kronen van de bomen zacht afsteken, zoals in zijn schilderij Boerderij met duinen, gemaakt circa 1625.
Een bekende tekening van hem is De gestrande Potvis uit 1629, wat in die tijd ook werkelijk een regionale bezienswaardigheid was. Rondom de potvis op het strand geeft zijn tekening een heel diverse menigte weer, compleet met tenten, karren, prikstokken en gedetailleerde kleding van de bezoekers van dit bijzondere evenement. Ook zijn veel latere, grote schilderij De wolfabricage  laat een grote diversiteit van mensen zien die allemaal hun specifieke taak hebben in het bereiden van de wol, inclusief de verschillende fases waarin de wol wordt behandeld. Het werk is als het ware een historisch tafereel dat uitleg geeft over de gangbare productie van wol in die tijd.

## Waardering
In de ogen van veel kunsthistorici uit onze moderne tijd mankeert het in de latere landschappen van De Molijn na 1630 aan zwier en originaliteit van zijn vroegere duinlandschappen van circa 1625; daarin is het goed zichtbaar dat hij pionierde met tonaliteit. Maar gezien vanuit een zeventiende-eeuws standpunt was De Molijn een gerespecteerd kunstschilder tot aan het einde van zijn leven; hij was bijna vergelijkbaar met de toenmalige status van een Jan van Goyen. Deze reputatie verwierf hij met zijn verfijnde vakmanschap en met zijn referenties naar de toen heersende traditie van de landschapsschilderkunst; beide aspecten werden in zijn eigen tijd gewaardeerd door vooral de rijkere klanten in het bovenste segment van de markt. Hij was niet zozeer een 'behoudende' schilder vanwege gebrek aan talent, maar door zijn eigen keuze, en door de toen bestaande artistieke rivaliteit. Hij onderkende het voordeel van het aanbieden van goedkopere schilderijen (want sneller gemaakt!) voor de gewone markt, met daarnaast landschappen waar veel langer aan gewerkt was en die zichtbaar heel vaardig waren geschilderd. Deze laatste groep werken was bestemd voor de rijkere clientèle, die zich er goed van bewust was dat kwaliteitsschilderijen wel degelijk het resultaat konden zijn van artistieke rivaliteit. Dit concludeert althans Marion Boers in haar tekst over De Molijn.

## Galerij van zijn werken (selectie)

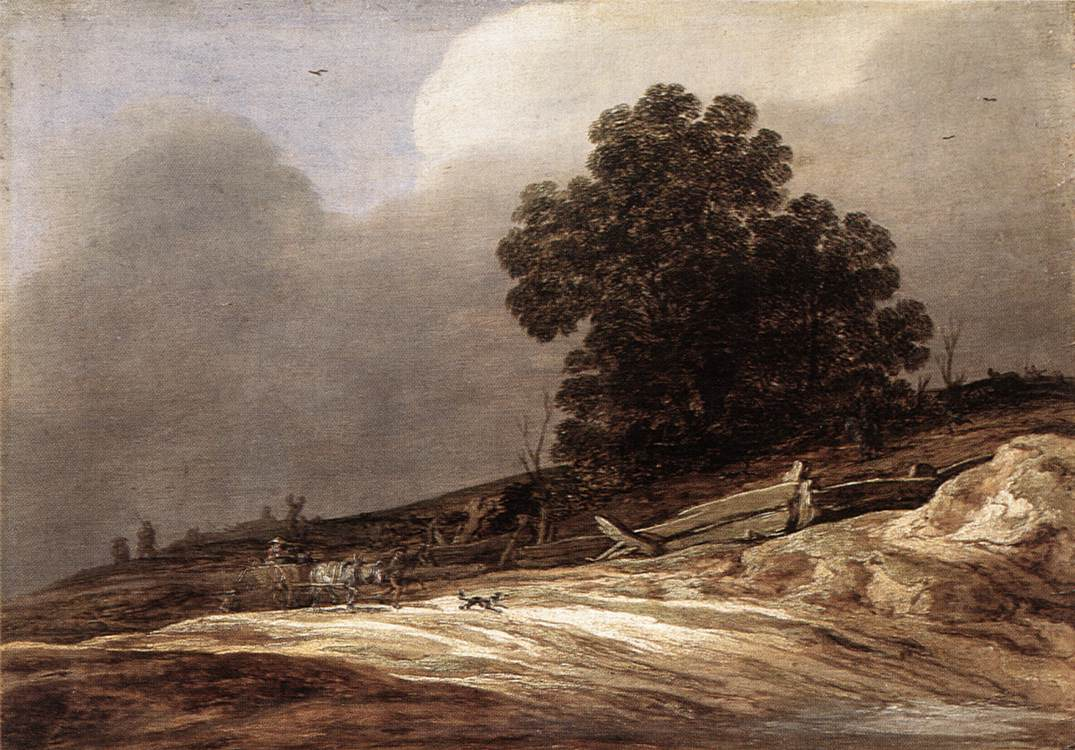
Duinen, 1626, olieverf op paneel; Herzog Anton Ulrich Museum
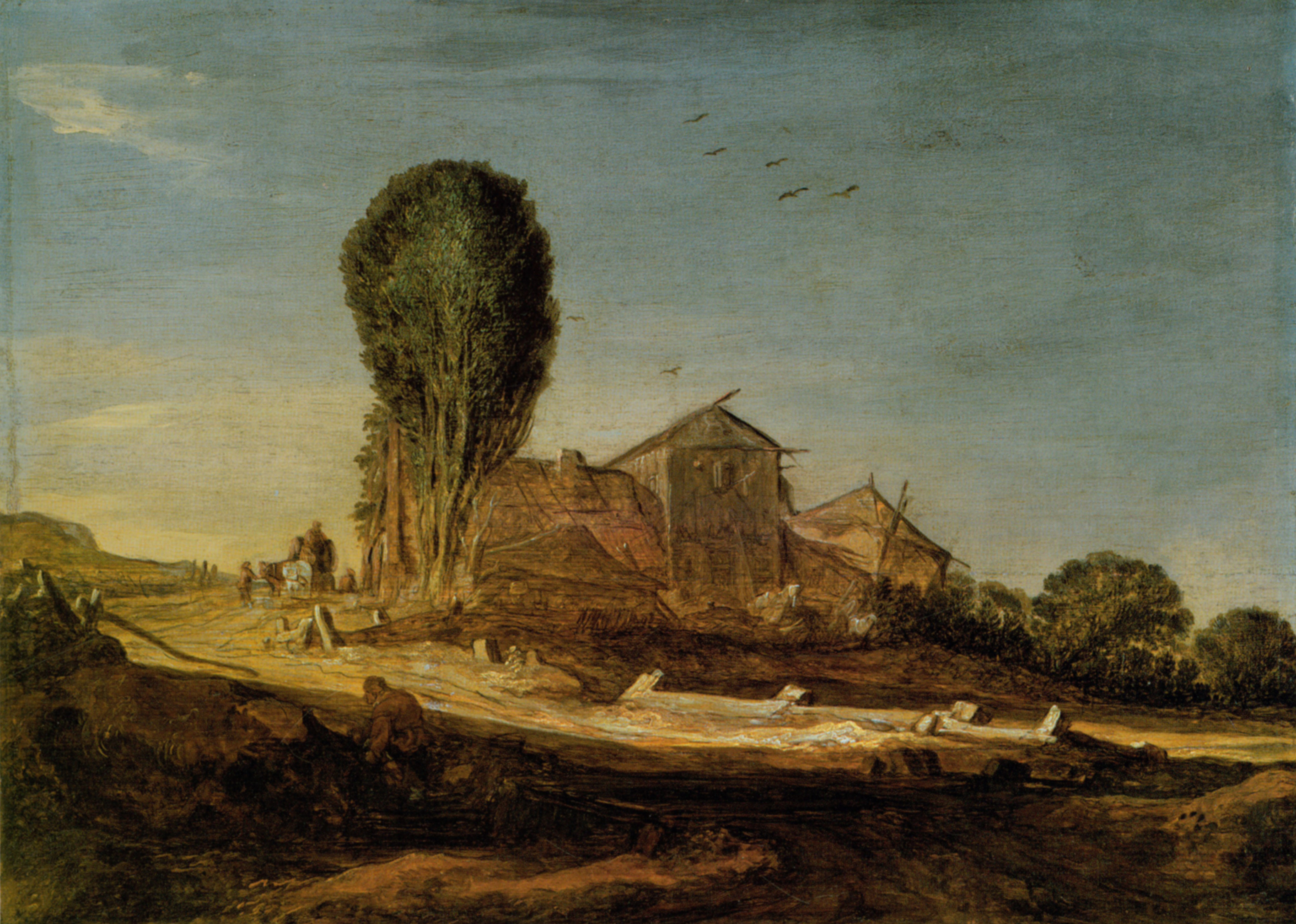
Duinlandschap met boerderij, 1627, olieverf op eiken paneel; Gemäldegalerie, Berlin
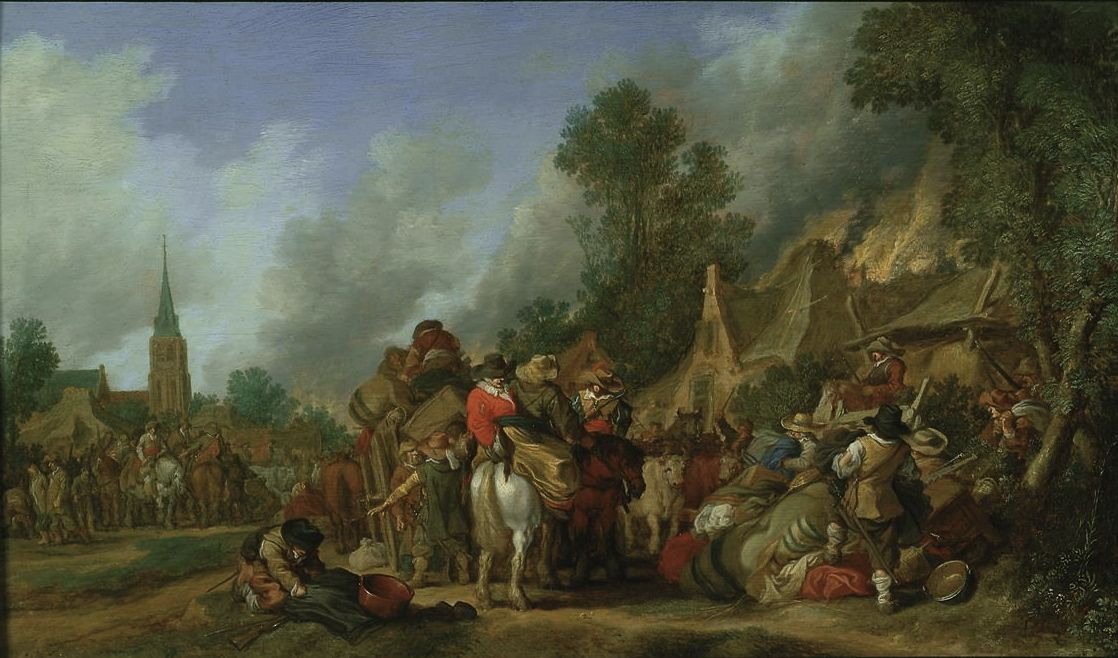
De plundering van een dorp, 1630, olieverf; Frans Hals Museum, Haarlem
Landschap met een open ruimte, c. 1630-35, olieverf op paneel; National Gallery of Art, Washington D.C.
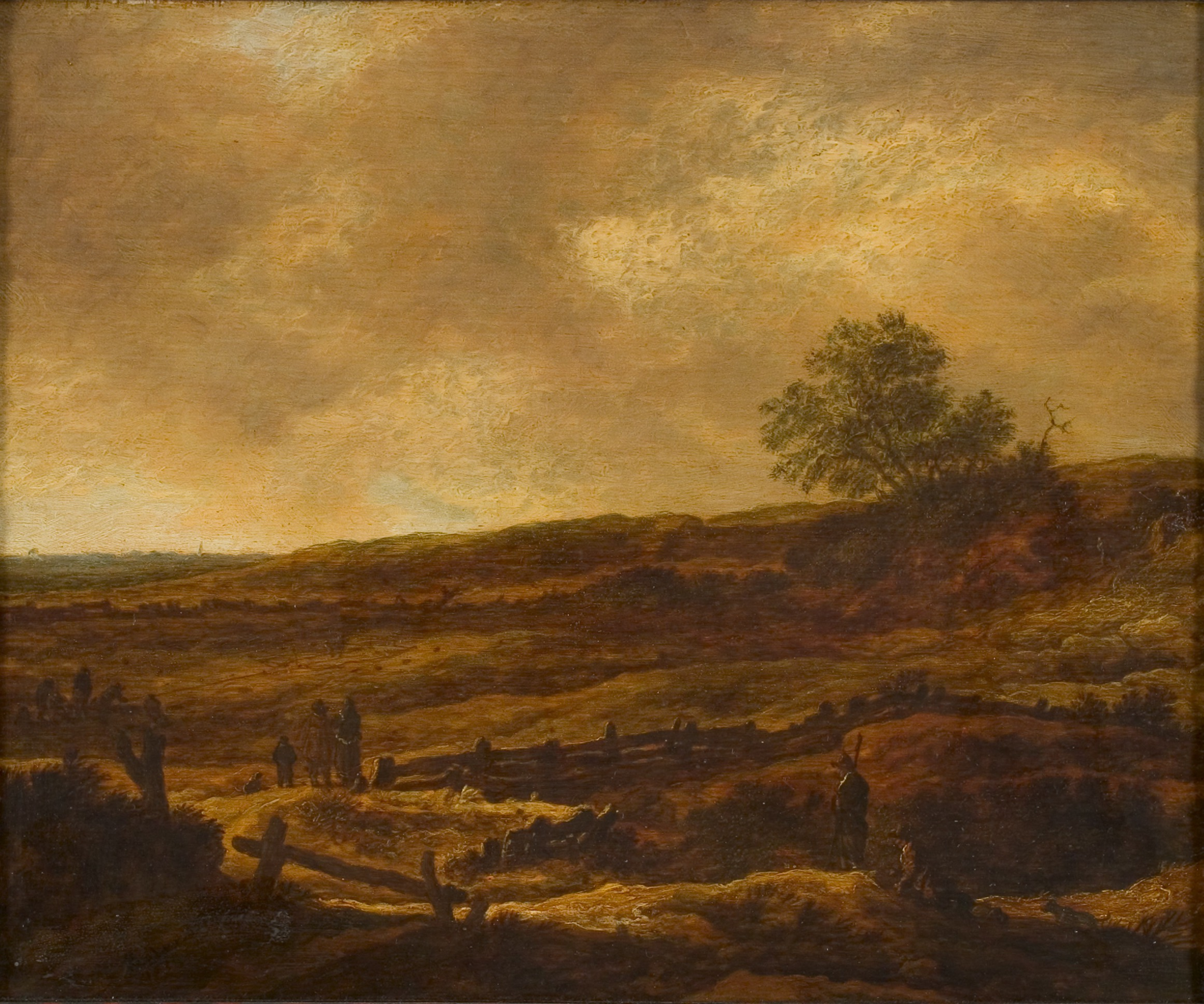
Duinlandschap, 1634, olieverf; Rijksmuseum Twenthe
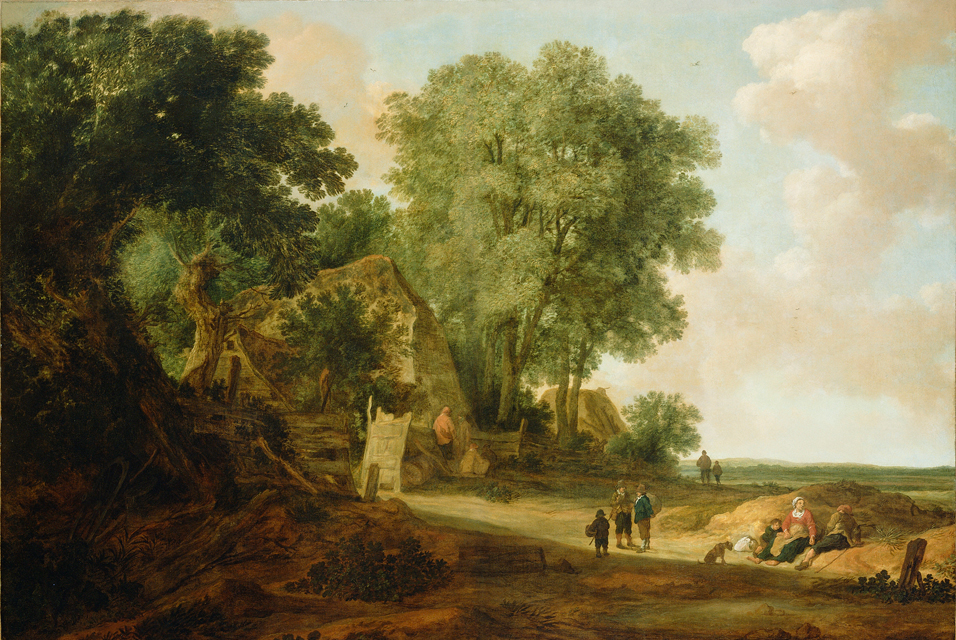
Landschap met hutten en figuren, c. 1640, olieverf op linnen; geschilderd door Pieter de Molijn èn Jan van Goyen
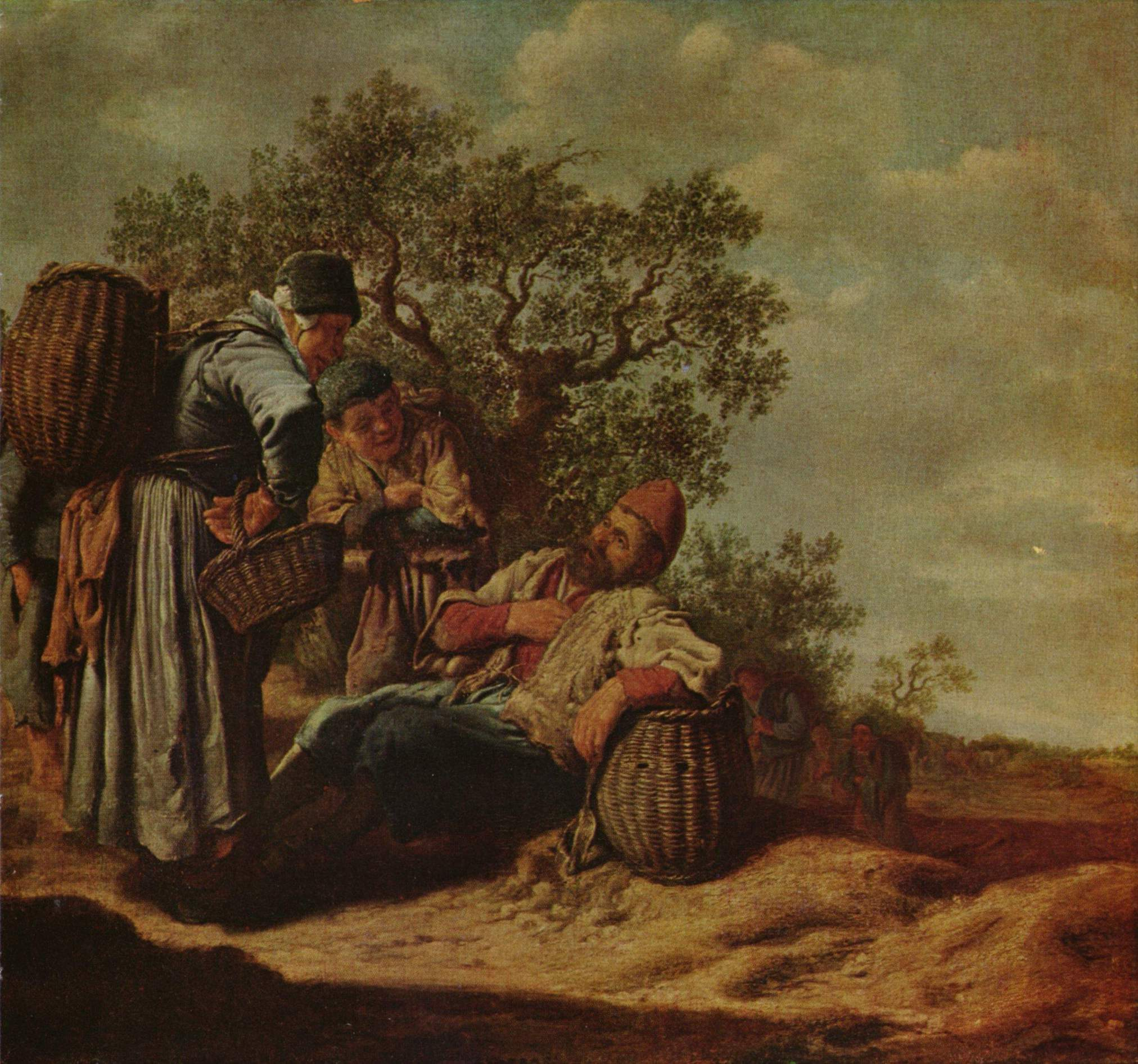
Vissersvolk, c. 1640, olieverf op linnen; Szépművészeti Múzeum, Budapest
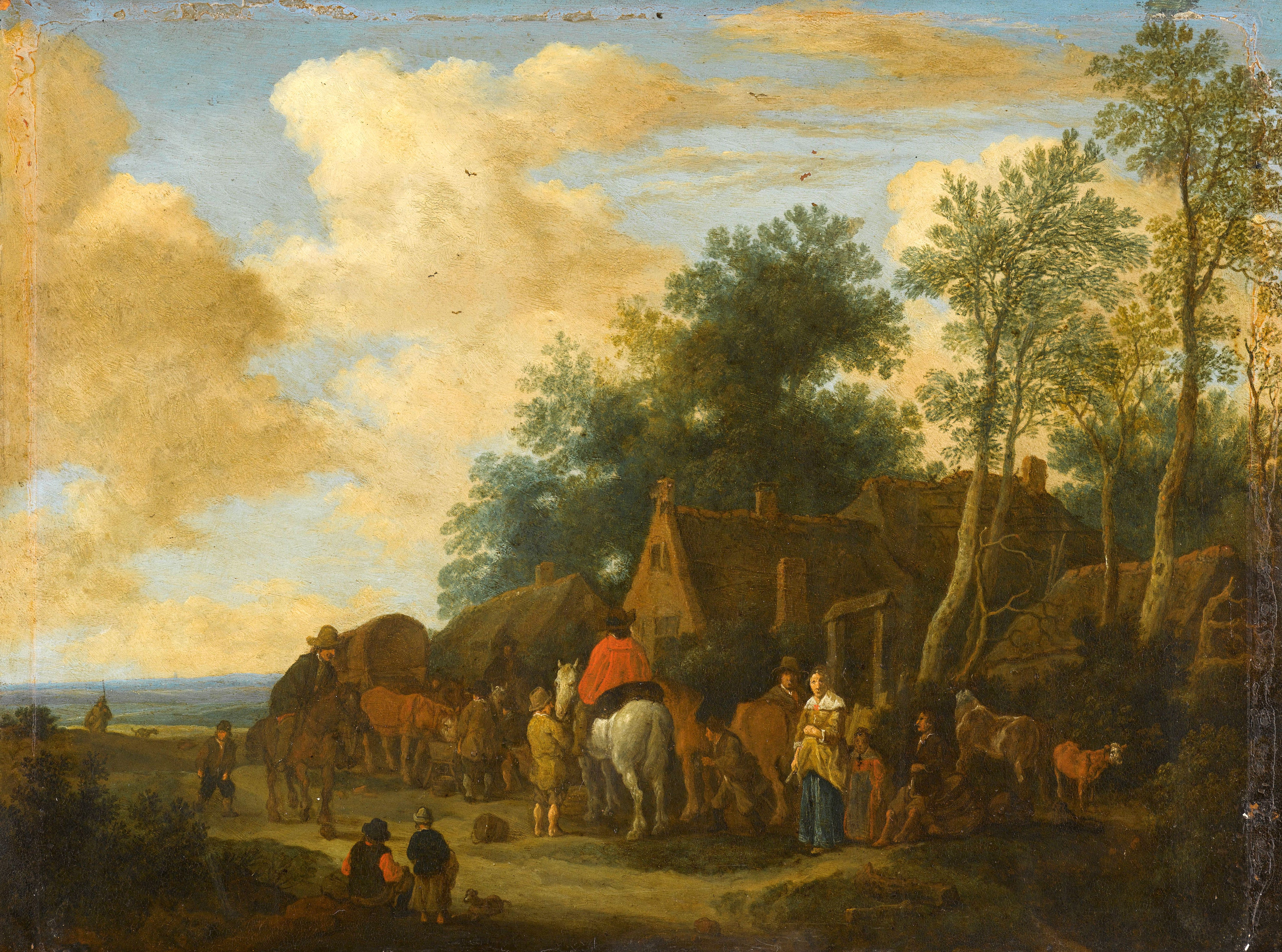
Halte bij een herberg, 1657, olieverf op koperplaat; Rijksmuseum, Amsterdam